# Sudan na Letnich Igrzyskach Olimpijskich 2020
Sudan na Letnich Igrzyskach Olimpijskich 2020 – występ kadry sportowców reprezentujących Sudan na igrzyskach olimpijskich, które odbyły się w Tokio w Japonii, w dniach 23 lipca - 8 sierpnia 2021 roku.
Reprezentacja Sudanu liczyła pięciu zawodników - dwie kobiety i trzech mężczyzn, którzy wystąpili w 4 dyscyplinach.
Był to trzynasty start Sudanu na letnich igrzyskach olimpijskich.

## Reprezentanci

### Judo
| Zawodnik             | Konkurencja     | 1/16              | 1/8              | Ćwierćfinały     | Półfinały        | Repasaż 1        | Repasaż 2        | Repasaż 3        | Finał            | Pozycja |
| Zawodnik             | Konkurencja     | Przeciwnik Wynik  | Przeciwnik Wynik | Przeciwnik Wynik | Przeciwnik Wynik | Przeciwnik Wynik | Przeciwnik Wynik | Przeciwnik Wynik | Przeciwnik Wynik | Pozycja |
| -------------------- | --------------- | ----------------- | ---------------- | ---------------- | ---------------- | ---------------- | ---------------- | ---------------- | ---------------- | ------- |
| Mohamed Abdalarasool | -73 kg mężczyzn | Fethi Nourine DNS | Tohar Butbul DNS | NQ               | NQ               | NQ               | NQ               | NQ               | NQ               | DNS     |

### Lekkoatletyka
| Zawodnik                    | Konkurencja            | Runda 1  | Runda 1 | Półfinał | Półfinał | Finał    | Finał   | Pozycja |
| Zawodnik                    | Konkurencja            | Rezultat | Pozycja | Rezultat | Pozycja  | Rezultat | Pozycja | Pozycja |
| --------------------------- | ---------------------- | -------- | ------- | -------- | -------- | -------- | ------- | ------- |
| Sadam Suliman Koumi el-Nour | Bieg na 400 m mężczyzn | 46.26    | 5.      | NQ       | NQ       | NQ       | NQ      | -       |

### Pływanie
| Zawodnik       | Konkurencja                   | Eliminacje | Eliminacje | Półfinał | Półfinał | Finał | Finał   | Pozycja |
| Zawodnik       | Konkurencja                   | Czas       | Miejsce    | Czas     | Miejsce  | Czas  | Miejsce | Pozycja |
| -------------- | ----------------------------- | ---------- | ---------- | -------- | -------- | ----- | ------- | ------- |
| Abobakr Abass  | 100 m st. klasycznym mężczyzn | 1:04.46    | 6.         | NQ       | NQ       | NQ    | NQ      | 45.     |
| Haneen Ibrahim | 50 m st. dowolnym kobiet      | 34.49      | 3.         | NQ       | NQ       | NQ    | NQ      | 80.     |

### Wioślarstwo
| Zawodnik      | Konkurencja | Eliminacje | Eliminacje | Repasaż  | Repasaż  | Ćwierćfinały | Ćwierćfinały | Półfinały E/F | Półfinały E/F | Półfinały A/B | Półfinały A/B | Finał F  | Finał F | Finał A/B | Finał A/B | Pozycja |
| Zawodnik      | Konkurencja | Czas       | M.         | Czas     | M.       | Czas         | M.           | Czas          | M.            | Czas          | M.            | Czas     | M.      | Czas      | M.        | Pozycja |
| ------------- | ----------- | ---------- | ---------- | -------- | -------- | ------------ | ------------ | ------------- | ------------- | ------------- | ------------- | -------- | ------- | --------- | --------- | ------- |
| Esraa Khogali | K1x         | 10:18.27   | 6          | 10:25.94 | 5 (PE/F) | BYE          | BYE          | 10:23.52      | 4 (FF)        | BYE           | BYE           | 10:05.32 | 4       | BYE       | BYE       | 32      |